# Louis Boekhout
Louis Boekhout (Bergen op Zoom, 1 maart 1919 - Saint-André-Avellin, 9 januari 2012) was een Nederlands-Canadees kunstschilder, tot zijn dood woonachtig in Quebec.

## Biografie
De zoon van Theodoor Boekhout en van Anna Maria Heijs,  Louis Boekhout, is twee jaar oud wanneer zijn familie verhuist naar Bandung (Nederlands-Indië) alwaar zijn vader, een ex-officier van het Nederlandse leger, als hoge functionaris bij de spoorwegen werkt. Zijn ouders zijn kunstzinnig: zijn vader speelt in zijn vrije tijd viool en zijn moeder schildert. Boekhout is de derde in een familie van zes jongens; hij is 13 jaar als hun moeder in 1932 sterft aan kanker. Zijn vader hertrouwt en Boekhout krijgt er vier zusters bij. Een deel van zijn jeugd brengt hij door in Jakarta, waar hij in contact komt met de Japanse kunst. Hij verlaat Nederland-Indië op zijn negentiende om zijn studie aan de Koninklijke Academie voor Schone Kunsten van Antwerpen (onder de supervisie van Floris de Cuyper) en vervolgens in Frankrijk te voltooien. Maar de invloed van zijn jeugd in Bandung zal altijd blijven.
Wanneer de Tweede Wereldoorlog losbarst, woont Boekhout in zijn geboorteland Nederland. Op het moment van de Duitse invasie (1940) vlucht hij naar Frankrijk. Hij wordt in 1942 in Marseille door spionnen van de Gestapo gevangengenomen en tewerkgesteld in kamp Merseburg, ten zuidoosten van Berlijn. Na de oorlog (1945) wordt Boekhout als tolk voor de militaire regering gerekruteerd: hij spreekt Nederlands, Indonesisch, Soendanees, Javaans, Engels, Frans, Duits, Russisch, Japans en Mandarijn. Wanneer de Russen komen, vlucht hij in Duitsland naar het Westen, alwaar hij als chauffeur en tolk voor de Amerikanen gaat werken. Hij ontmoet bij toeval Charlotte Krzok, een jongedame geboren in Polen, met wie hij uiteindelijk trouwt en drie kinderen krijgt.
In 1946 is een jaar van reizen en elkaar weerzien. Zijn ouders, zijn broers en zussen hebben de oorlog allemaal overleefd, maar zij leven verspreid over de wereld. Omdat Europa zich maar moeizaam herstelt na de oorlog, besluit Boekhout naar een betere wereld te emigreren: op 20 oktober 1950 meert de familie in Quebec aan na dertig dagen op zee. Hij vindt zijn jongere broer Rudi terug die zich sinds het eind van de oorlog als tuinman in Montreal heeft gevestigd. Boekhout probeert om als kunstschilder aan de bak te komen maar ontvangt geen aansluiting in de artistieke gemeenschap. "Wij zullen uw doeken pas kopen als u bekend zult zijn", zeggen ze hem. Om geld te verdienen werkt hij eerst als kantoorbediende bij Canadair terwijl hij blijft schilderen, voordat hij zich uiteindelijk volledig gaat richten op de verkoop van zijn schilderijen.
Boekhout woont in Cartierville, en vervolgens in Laval waar hij galeriehouders en kunstliefhebbers bezoekt. Hij ontmoet de schilder Marc-Aurèle Fortin (1888-1970), die in Sainte-Rose woont, en hij schildert enkele keren in diens gezelschap. Maar er breekt een zwarte periode aan voor deze grote schilder: tussen 1955 en 1959 is Fortin ziek. Boekhout bezoekt hem regelmatig maar komt intussen zelf in een sombere periode: hij scheidt van Charlotte in 1959. Boekhout verlaat dan Quebec en gaat naar Laguna Beach, waar hij tot in 1968 schilder en galeriehouder is. Charlotte vestigt zich in het westen van Canada waar zij tot haar dood in 2002 zal blijven.
Boekhout gaat in 1969 weer terug naar Quebec na een kort verblijf in British Columbia. Hij zal zijn vriend Marc-Aurèle niet weerzien: deze overlijdt in Abitibi op 2 maart 1970. Boekhout zoekt weer contact met een oude vriend uit Montreal. Hij bezoekt zijn buitenhuis aan het Lac-Simon. Boekhout wordt verliefd op Petite-Nation, de plaats, de landschappen en de mensen; hij twijfelt niet lang en vestigt zich daar, niet ver van Lac-Simon. In deze inspirerende natuur schildert hij sindsdien.

## Schilderstijl
Louis Boekhout werkte met aquarel en met olieverf, en het landschap zijn thema. Hij schilderde buiten, geïnspireerd door de omgeving waar hij op dat ogenblik vertoefde, of binnen, geïnspireerd door zijn herinneringen en zijn verbeeldingskracht. Zijn kunst is verwant aan de Hollandse School, de School van Barbizon en aan het impressionisme. Zijn schilderijen zijn zeer kleurrijk.

## Collecties
Het Nationaal Museum van schone kunsten van Quebec heeft verscheidene schilderijen van Boekhout. Veel van zijn meesterwerken bevinden zich ook in belangrijke privé-collecties, in Canada, namelijk de Collection Le Portal Art Tour, en in het buitenland. Zelfs in het Witte Huis bevinden zich enkele werken van zijn hand.